# زنان ضعیف هستند
زنان ضعیف هستند (فرانسوی: Faibles femmes‎) فیلمی در ژانر کمدی است که در سال ۱۹۵۸ به نمایش درآمد. از بازیگران آن می‌توان به آلن دلون و میلن دمونژو اشاره کرد.

## چکیده داستان
سه دوست، سابین (بلوند)، آگات (مو قرمز) و الن (مو قهوه ای)، عاشق پسری به نام ژولین هستند که جوانی بسیار سست و نااستوار در عشق است، این روابط بدون ایجاد اختلاف بین سه دوست پیش نمی رود تا روزی که آنها باخبر می شوند که ژولین به تازگی با دختر چهارمی، غریبه ای ثروتمند، نامزد شده است. آنها خشمگین از شنیدن این خبر، تصميم مي گيرند ژولین را مسموم کرده، بکشند... 

## بازیگران
- آلن دلون در نقش ژولین فنال
- میلن دمونژو در نقش سابین
- پاسکال پتی در نقش آگات
- ژاکلین ساسار در نقش الن مارونی
- سیمون رنان در نقش مارگریت مارونی
- مونیک ملیناند در نقش خانم فنال
- النا مانسون در نقش مادر روخانی اعظم
- پی‌یر موندی در نقش آندره
- نوئل روکور در نقش آدوارد مارونی
- آلبرت مدینا در نقش آقای کورسل
- آنیتا روت در نقش آنیتا پرز
- آدرین سرونتی در نقش خانم کورسل
- آندره لوگه در نقش آقای فنال
- مگلدین بروبت  در نقش  خواهر روحانی مارگریت
- میشل باردینت
- ایو بارساک